# КТА-25
КТА-25 — автокран виробництва Дрогобицького заводу автомобільних кранів на базі автомобіля підвищеної прохідності КрАЗ-6322.

## Історія
Кран був розроблений підприємством «Дрогобицький завод автомобільних кранів» в кооперації з підприємством «Автокраз». Варто зауважити, що завод відновив виробництво у лютому 2019 року після зупинки у 2013 році і визнання банкрутом у 2016 році. Після відновлення роботи підприємства першою профільною продукцією стала спецтехніка для Збройних Сил України на базі автомобільних шасі КрАЗу. 
31 жовтня 2019 року наказом Міністерства оборони України автокран КТА-25 прийнято на озброєння Збройних сил України.

## Опис
Інженерна техніка Дрогобицького заводу пройшла відповідні випробування на Яворівському та Широколанівському військових полігонах. За словами комерційного директора заводу Анатолія Невмержицького, випробування успішні, за їх підсумками наказом МО України техніку прийнято на озброєння і є сподівання на нові замовлення від оборонного відомства у рамках Держоборонзамовлення на 2020 рік.

## Технічні характеристики
- Вантажопідіймальність макс. корисна, т – 25,0
- Виліт при макс. вантажопідіймальності, м – 3,2
- Виліт, м – 2,4-18,4
- Макс. вантажний момент, кН.м – 800,0
- Висота підіймання гака макс.,/з подовжувачем, м – 21,5/30,0
- Глибина опускання гака макс., м – 13,0 (до 12,5т)
- Кількість секцій стріли, шт – 3
- Довжина стріли, м/з подовжувачем, м – 9,7-21,7/30,7
- Радіус повороту при русі крана, м – 12,0
- Кут повертання крана/зона роботи, градусів – 360,0/240,0
- Маса кранової установки, кг 14300 –
- Швидкість підіймання-опускання вантажу: 
- з максимальною масою вантажу, м/хв – 6,0
- з масою вантажу до 4т, м/хв – 12,0
- Швидкість посадки вантажу, м/хв – 0,4
- Частота обертання, об/хв –  1
- Швидкість висування (втягування) секцій стріли, м/хв –  7,3

## Оператори
- Україна - взято на озброєння, очікується надходження у 2020 році.

## Див.також
- ЕОВ-4421